# Македония. Етнография и статистика
„Македония. Етнография и статистика“ е книга, отпечатана на български език в 1900 година в София, която представлява първата цялостна българска статистика на населението на географската област Македония, която по това време е под османска власт. Автор на книгата е видният български географ и политик Васил Кънчов, а издател е Българското книжовно дружество. Книгата е преведена и на френски език от Леон Ламуш.

## История
Васил Кънчов дълги години работи и преподава в българските училища в Солун и в Сяр, а от 1894 до 1897 година е главен училищен инспектор на поддържащата българската просвета в Македония Българска екзархия. Пътуванията му като инспектор му позволяват да събере огромна по обем информация за населените места и етническия и религиозния състав на населението в Македония, представена в „Македония. Етнография и статистика“. Освен личните си наблюдения и проучвания, Кънчов използва и наличните дотогава научни изследвания и пътеписи за Македония.

## Структура
Първата част на труда – „Етнография“ се състои от „Общи бележки за разселението на народите по Балканския полуостров“ – исторически обзор на етническите движения и промените в етническия състав на Македония от древността до наши дни, „Народи в Македония“ – описание на етносите в Македония, придружено с точно очертаване на етническите граници, местообитанията, народностния бит и характер и „Бележки за етнографските карти на Македония“ – коментар върху приложените етнографски карти и описания на чужди учени – Франсоа Пуквил, Ами Буе, Аугуст Гризебах, Павел Шафарик, Йосиф Мюлер, Виктор Григорович, Фон Хан, Гийом Лежан, Макензи и Ърби, Густав Вайганд, Хайнрих Киперт и други.
Втората част – „Статистика“ представлява подробно описание на всички селища в Македония по кази и тяхното население като абсолютен брой, етническа и религиозна принадлежност. Основният народностноопределящ белег за Кънчов е езикът, а не религията. Така за Кънчов помаците са българи мохамедани, а не турци, а българоговорещите гъркомани – българи, а не гърци. Кънчов изобщо не взима предвид екзархийско или патриаршистко е българоговорещото население и вкарва всички в графата „българи християни“, като същото се отнася и за власите и албанците християни.

Според руския учен Тимотей Флорински трудът на Васил Кънчов: 
| „ | ... най-точно възпроизвежда действителното разпределение на народностите, населяващи Македония. | “ |